# André Lalande (philosophe)
Pour le général français, voir André Lalande (général). Pour autres homonymes, voir Lalande.
Pierre André Lalande, né à Dijon le 19 juillet 1867 et mort à Asnières-sur-Seine le 15 novembre 1963, est un philosophe français.

## Biographie
Pierre André Lalande est né le 19 juillet 1867 à Dijon au domicile de ses parents 18, rue Saint Philibert. C'est le fils de Charles Marc Lalande, âgé alors de 40 ans, censeur au lycée Impérial de la ville, et de Marie Julie Amanda Labastie, âgée de 30 ans, sans profession, son épouse.
En 1895, il épouse Madeleine Joséphine Marie Pellat, fille du physicien Henri Pellat. Il meurt à Asnières le 15 novembre 1963.

### Carrière

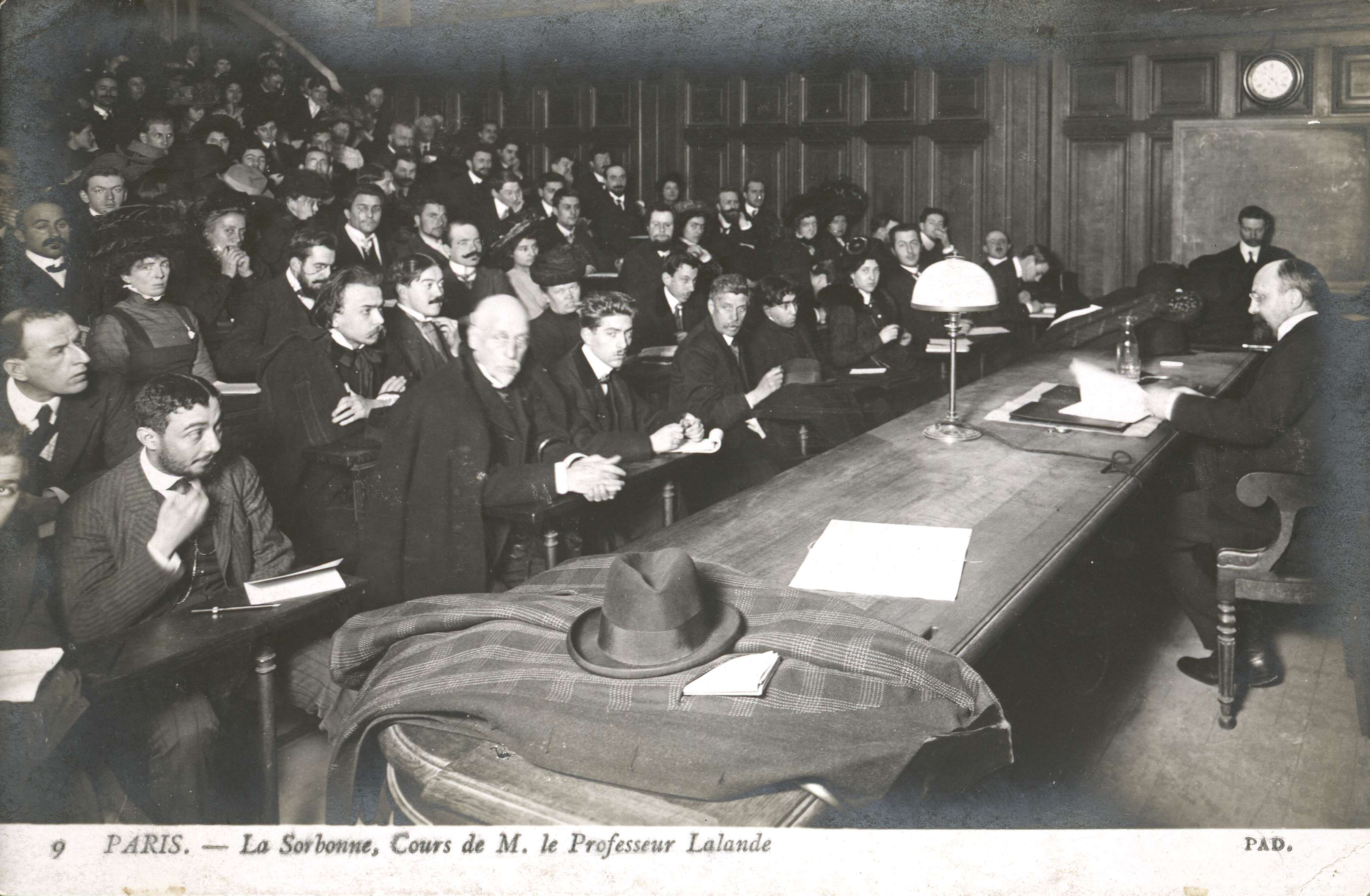
Cours d'André Lalande à la Sorbonne dans l'amphithéâtre Guizot (Bibliothèque de la Sorbonne, NuBIS)

André Lalande est reçu premier à l'agrégation de philosophie en 1888, il enseigne en tant que professeur aux lycées Louis-le-Grand, Condorcet et Henri IV (de 1896 à 1897), puis en tant que professeur de philosophie au lycée Michelet (entre 1897 et 1904).
Le 12 mai 1899, il soutient ses deux thèses de doctorat ès lettres à la Faculté de Paris. La première, en français, est intitulée : L'idée directrice de la dissolution opposée à celle de l'évolution dans la méthode des sciences physiques et morales. La deuxième, en latin,  pose la question de ce que pensait Francis Bacon des mathématiques : rationnelles ou naturelles ?      
Il est par la suite chargé de conférence à la Faculté des lettres de Paris (de 1904 à 1905), puis maître de conférences de logique et méthodologie des sciences (de 1906 à 1909). Il devient professeur adjoint à la Sorbonne en 1909, puis directeur des études pour la section de philosophie en 1915. Il effectue une mission comme professeur à l'Université du Caire (de 1926 à 1928, puis de 1929 à 1930).
Il est élu membre de l'Académie des sciences morales et politiques en 1922 et de l'Académie royale de Belgique en 1945.
Le nom de Pierre André Lalande est resté attaché à l'ouvrage fondamental dont il dirigea la rédaction, le Vocabulaire technique et critique de la philosophie. Outre ce fruit des discussions de la Société française de philosophie, Lalande développa un rationalisme qui fait de la raison un ensemble de normes intellectuelles continûment en progrès.

### Distinctions
André Lalande est nommé officier de la légion d'honneur en 1932. 

## Œuvre

### Travail collectif
Pour le Vocabulaire technique et critique de la philosophie, il a été le directeur de rédaction selon une méthodologie rigoureuse de travail avec les correspondants de la Société française de philosophie.
Pour son Précis raisonné de morale pratique, il suit également une méthode de relectures faites par ses collaborateurs, selon un schéma rationnel abordé dans son « Avertissement » en 1907 :

« J’ai rédigé une première fois le texte de ce manuel en contrôlant mon travail à l'aide des ouvrages de morale pratique dont je disposais. J'ai ensuite soumis cette première rédaction à la critique de plusieurs de mes collègues : MM. Belot, professeur de philosophie au lycée Louis-le-Grand ; Jacob, maître de conférences de morale aux écoles normales de Sèvres et de Fontenay ; Pécaut, professeur de philosophie au collège Chaptal ; Demiremont, professeur adjoint de morale dans les classes de troisième et de quatrième du lycée Michelet. Ils ont bien voulu en prendre connaissance, en ont approuvé les grandes lignes et m’ont suggéré plusieurs corrections de détail, améliorations ou compléments, pour lesquels je leur suis très redevable.

Le texte ainsi établi a été imprimé et distribué, en épreuves, à tous les membres de la Société française de philosophie, ainsi qu’à quelques personnes dont le bureau de la Société désirait avoir le jugement. Ils étaient invités à formuler toutes les objections qu'ils pourraient avoir contre les doctrines morales énoncées.

Beaucoup d’entre eux ont répondu à cet appel, et parmi eux, des hommes très différents par leurs croyances et leurs opinions philosophiques. Toutes ces remarques ont été recueillies, et une séance de la Société de philosophie (29 novembre 1906) a été consacrée à les discuter. Le compte rendu complet de cette discussion se trouve dans le Bulletin de la Société, nos de janvier et février 1907.

[…] De ces trois sortes de critique, il a été tenu compte soigneusement dans le texte définitif que contient ce petit livre. »

— André Lalande, Avertissement, p.II-IV.

### Ouvrages
- Lectures sur la philosophie des sciences (1893)
- L'idée directrice de la dissolution opposée à celle de l'évolution dans la méthode des sciences physiques et morales, thèse de doctorat (1899)
  - autre édition : La dissolution opposée à l'évolution dans les sciences physiques et morales, Paris, Félix Alcan, coll. « Bibliothèque de philosophie contemporaine », 1899 (lire en ligne)
- Quid de mathematica vel rationali vel naturali senserit Baconus Verulamius, thèse de doctorat (1899)
- Précis raisonné de morale pratique, par questions et réponses (1907)
- Vocabulaire technique et critique de la philosophie, revu par MM. les membres et correspondants de la Société française de philosophie et publié, avec leurs corrections et observations par André Lalande, membre de l'Institut, professeur à la Sorbonne, secrétaire général de la Société (2 volumes, 1927). Nombreuses rééditions aux Presses universitaires de France.
- La Psychologie des jugements de valeur (1928)
- Les Théories de l'induction et de l'expérimentation (1929)
- La Raison et les normes, essai sur le principe et sur la logique des jugements de valeur (1948)